# Lijst van beschermd erfgoed in Verlaine
Onderstaande tabel geeft een overzicht van de beschermde erfgoederen in de gemeente Verlaine. Het beschermd erfgoed maakt deel uit van het cultureel erfgoed in België.
| Object                                       | Bouwjaar/architect | Deelgemeente | Adres | Coördinaten                   | Nummer?                | Afbeelding                                   |
| -------------------------------------------- | ------------------ | ------------ | ----- | ----------------------------- | ---------------------- | -------------------------------------------- |
| Tumulus van Verlaine en omgeving             |                    |              |       | 50° 36' 51" NB, 5° 18' 23" OL | 61063-CLT-0001-01 Info | Tumulus van Verlaine en omgeving             |
| Tumulus van Verlaine, de archeologische site |                    |              |       | 50° 36' 51" NB, 5° 18' 23" OL | 61063-PEX-0001-01 Info | Tumulus van Verlaine, de archeologische site |